# كولين وارنر
كولين وارنر (بالإنجليزية: Collen Warner)‏ (24 يونيو 1988 بدنفر في الولايات المتحدة - ) هو لاعب كرة قدم أمريكي في مركز الوسط. لعب مع إمباكت مونتريال وريال سالت ليك وكولورادو رابيدز ونادي تورونتو وهيوستن دينامو وبورتلاند تمبرز وRio Grande Valley FC Toros ‏ وCapital FC ‏ وAC St. Louis ‏ وكولورادو رابيدز يو-23 ‏.

## وصلات خارجية
- كولين وارنر على موقع الدوري الأمريكي (الإنجليزية)
- كولين وارنر على موقع قاعدة بيانات كرة القدم.إي يو (الإنجليزية)
- كولين وارنر على موقع Soccerbase.com (لاعب) (الإنجليزية)
- كولين وارنر على موقع Soccerway.com (الإنجليزية)
- كولين وارنر على موقع عالم كرة القدم.نت (الإنجليزية)
- كولين وارنر على موقع AS.com (الإسبانية)